# Jelena Biesowa
Jelena Jewgienjewna Biesowa (ros. Елена Евгеньевна Бесова, ur. 8 czerwca 1966 w Leningradzie) – radziecka, a potem rosyjska judoczka. Olimpijka z Barcelony 1992, gdzie zajęła dwudzieste miejsce w wadze półciężkiej.
Startowała w Pucharze Świata w 1989 i 1992. Wicemistrzyni Europy w 1992. Mistrzyni Rosji w 1992 i WNP w 1992 roku.

## Letnie Igrzyska Olimpijskie 1992
| Konkurencja | Eliminacje            | Klas. końcowa |
| Konkurencja | Przeciwnik I          | Miejsce       |
| ----------- | --------------------- | ------------- |
| 72 kg       | Niurka Moreno (CUB) P | 20.           |